# La Chapelle-sur-Chézy
La Chapelle-sur-Chézy ist eine französische Gemeinde  mit 299 Einwohnern (Stand: 1. Januar 2022) im Département Aisne in der Region Hauts-de-France. Sie gehört zum Arrondissement Château-Thierry und zum Kanton Essômes-sur-Marne.

## Geografie
La Chapelle-sur-Chézy liegt auf einem Plateau zwischen den Flusstälern von Marne und Petit Morin, zwölf Kilometer südlich von Château-Thierry. Nachbargemeinden von La Chapelle-sur-Chézy sind Chézy-sur-Marne im Norden, Essises im Nordosten und Osten, Montfaucon im Osten, Viels-Maisons im Süden sowie Nogent-l’Artaud im Westen und Nordwesten.

## Bevölkerungsentwicklung
| Jahr                       | 1962 | 1968 | 1975 | 1982 | 1990 | 1999 | 2006 | 2013 | 2022 |
| Einwohner                  | 171  | 166  | 164  | 131  | 182  | 218  | 264  | 289  | 299  |
| Quellen: Cassini und INSEE |      |      |      |      |      |      |      |      |      |

## Sehenswürdigkeiten

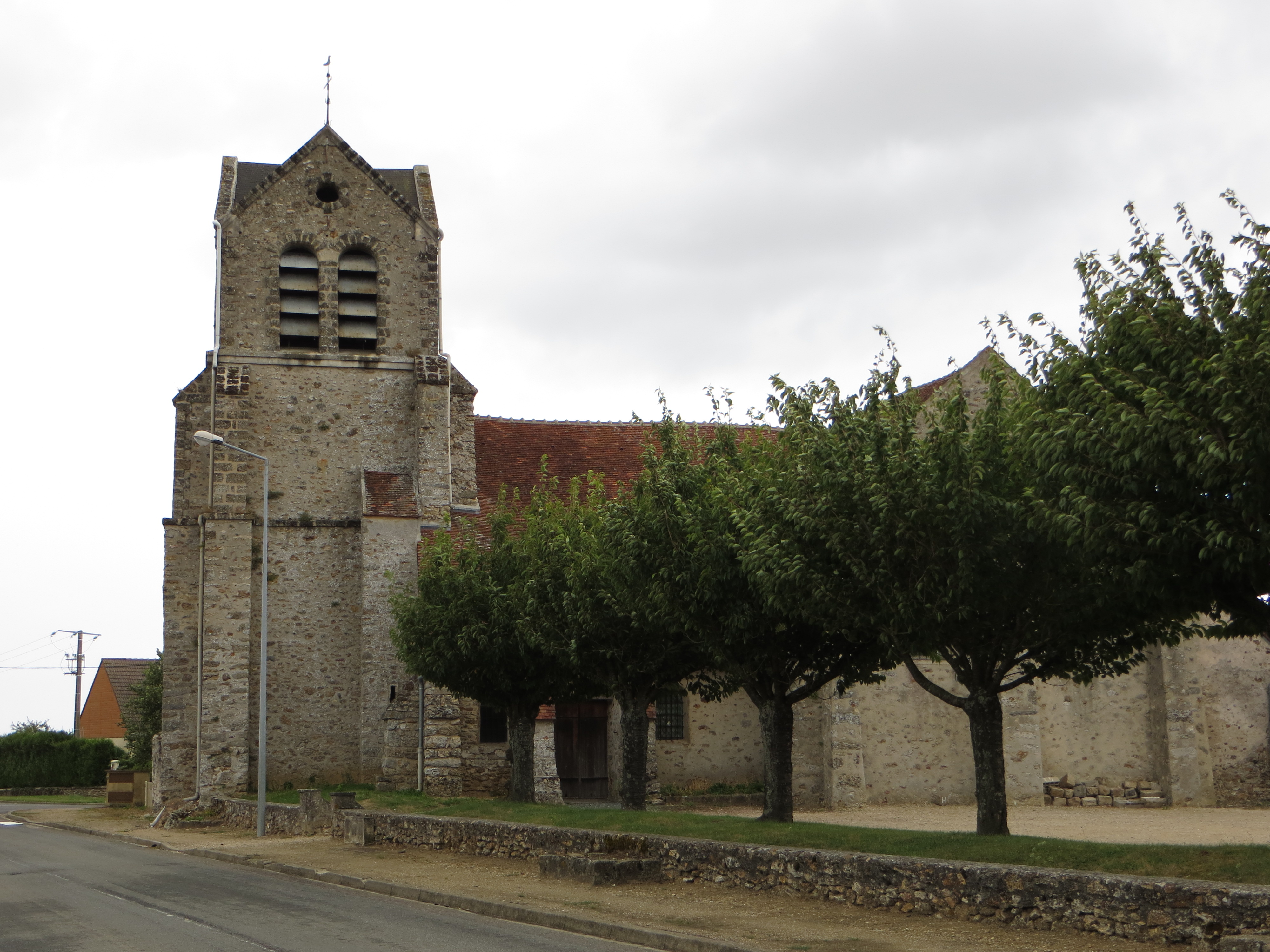
Kirche Saint-Barthélemy

- Kirche Saint-Barthélemy
- Wasserturm